# Aeromachus
Aeromachus is een geslacht van vlinders van de familie dikkopjes (Hesperiidae), uit de onderfamilie Hesperiinae.

## Soorten
- A. bandaishanus Murayama, 1972
- A. catocyanea (Mabille, 1876)
- A. dubius Elwes & Edwards, 1897
- A. inachus (Ménétriés, 1859)
- A. jhora (De Nicéville, 1885)
- A. kali (De Nicéville, 1885)
- A. matudai (Murayama, 1943)
- A. musca (Mabille, 1876)
- A. piceus Leech, 1894
- A. plumbeola (Felder, 1867)
- A. propinquus Alphéraky, 1897
- A. pseudojhora Lee, 1962
- A. pygmaeus (Fabricius, 1775)
- A. stigmata (Moore, 1878)